# Districte de Banhèras de Bigòrra
El districte de Banhèras de Bigòrra és un dels tres districtes del departament francès dels Alts Pirineus a la regió d'Occitània. Té 9 cantons i 160 municipis. El cap del districte és la sotsprefectura de Banhèras de Bigòrra.

## Cantons
- cantó d'Àrreu ;
- cantó de Banhèras de Bigòrra ;
- cantó de Bordèras de Loron ;
- cantó de Campan ;
- cantó de La Barta de Nestés ;
- cantó de Lanamesa ;
- cantó de Maulion de Varossa ;
- cantó de Sent Laurenç de Nestés ;
- cantó de Vièla d'Aura.